# 京都大学大学院地球環境学堂・地球環境学舎・三才学林
京都大学大学院地球環境学堂・地球環境学舎・三才学林（きょうとだいがくだいがくいんちきゅうかんきょうがくどう・がくしゃ・さんさいがくりん、Graduate School of Global Environmental Studies）は、京都大学に設置されている独立大学院で研究科以外の教育研究上の基本組織の一つである。2002年4月に設置された。
地球環境について各種科学分野の共同研究・教育を目指している。通称は京都大学地球環境学大学院。

## 組織
地球環境学堂（地球環境学研究部）は教員が所属する研究組織であり、地球益学廊、地球親和技術学廊、資源循環学廊から構成されている。また、地球環境学舎（地球環境学教育部）は教育組織であり、研究者養成を目的とした博士後期課程のみの地球環境学専攻と、実務者養成を目的とした修士課程・博士課程を有する環境マネジメント専攻の2専攻が開設されている。また、附属施設として三才学林が設置されている。